# Hallstein Sundet
Hallstein Sundet, né le 2 juin 1908 à Trysil et mort le 19 juillet 1971, est un ancien spécialiste norvégien du combiné nordique. Il a participé aux championnats du monde 1930 à Oslo et 1937 à Chamonix.
En 1935, il a terminé 4e en combiné nordique au Festival de ski d'Holmenkollen.

## Biographie
En 1930, il termine en 1 h 20 min 11 s en 56e position du 17 km du combiné nordique lors des championnats du monde de ski nordique 1930.
En 1933, il termine 10e en combiné au Festival de ski d'Holmenkollen et 21e au championnat de Norvège en combiné nordique. En 1934, aux Jeux du ski de Lahti, il termine 5e en combiné et 7e en saut. Il termine également 9e à Holmenkollen. En 1935, il termine 4e en combiné nordique au Festival de ski d'Holmenkollen et 13e aux championnats de Norvège de combiné nordique. En 1936, il termine 31e à Holmenkollen, 28e aux championnats de Norvège et 4e lors d'une course internationale à Borås.
Avec Rolf Kaarby, il entraîne en ski de fond l'équipe de France de ski nordique dans l'optique des championnats du monde de Chamonix,.
Aux Championnats du monde de ski nordique 1937, il se classe 31e du 18 km en 1 h 22 min 13 s. Cette performance en ski de fond lui permet d'être après le 18 km 8e du combiné. Lors du concours de saut du combiné, il réalise 51,5 m et 53 m et il se classe 8e du de l'épreuve. Dans l'épreuve de saut à ski, il se classe 19e avec des sauts à 52,5 m et 59 m. En février 1937, il se classe 7e d'un concours de saut organisé à Sainte-Croix. Il se classe 31e des championnats de Norvège en combiné nordique en individuel. Mais il remporte avec son club, le SK Frigg, le titre par équipe (Norges Skiforbunds kretspokal) avec Rolf Kaarby et Olav Lian.

## Résultats

### Championnats du monde
| Épreuve / Édition | Épreuve / Édition | Oslo 1930               | Chamonix 1937 |
| ----------------- | ----------------- | ----------------------- | ------------- |
| Combiné nordique  | Combiné nordique  | Non participant au saut | 8e            |
| Saut à ski        | Saut à ski        | -                       | 19e           |
| Ski de fond       | 18 km             | -                       | 31e           |

### Festival de ski d'Holmenkollen
En combiné nordique, il se classe 10e en 1933, 9e en 1934, 4e en 1935, 31e en 1936.

### Championnats de Norvège
En combiné nordique, il a 21e en 1933, 13e en 1935, 28e en 1936 et 31e en 1937.

### Solbergrennet
En 1929, il se classe 6e de la Klasse B,. En 1930, il se classe 3e de la Klasse A. En 1933 et 1934, il se classe 8e,.